# Partito Contadino Croato della Bosnia ed Erzegovina
Il Partito Contadino Croato della Bosnia ed Erzegovina (in croato Hrvatska seljačka stranka Bosne i Hercegovine, HSS BiH) è un partito politico della Bosnia ed Erzegovina.

## Storia
L'HSS BiH fu fondato il 18 aprile 1993 da Ivo Komšić e dalla società culturale Napredak per creare un'opposizione democratica alle politiche dell'HDZ.
L'HSS si unì all'HDZ 1990 e ad altri partiti minori croati per formare la coalizione "Croati Insieme", sfidando l'HDZ nelle elezioni del 2006.
Nel 2007, l'HSS e la Nuova Iniziativa Croata si sono fusero in unico partito. La Nuova Iniziativa Croata era stata formata in precedenza come un gruppo scissionista dell'HDZ da Krešimir Zubak . La fusione era originariamente denominata HSS-NHI. A seguito di diversi tumulti e l'aumento delle divisioni interne, una parte dei membri dell'HSS, guidata dalla leader Ljiljana Lovrić, lasciò il partito e rifondò il Partito Contadino Croato di Bosnia ed Erzegovina nel 2010. In occasione delle elezioni del 2010, l'HSS indebolito si è unì all'HDZ e ad altri partiti minori di centro-destra in una coalizione, in opposizione alla Coalizione Croata.
Nel 2021, il leader Karamatić ha descritto l'HSS come un partito di sinistra sin dalla sua fondazione. In un'intervista, ha parlato del sentimento antifascista e anticomunista del partito, descrivendolo anche come altamente consapevole della realtà sociale.